# Antoni Comas i Ruano
Antoni Comas i Ruano (Barcelona, 1961) és un músic, tenor i actor català.
Format al Liceu, estudià amb la professora i mezzosoprano Montserrat Aparici i des del començament mostrà especial interès pel repertori contemporani, àmbit en què ha esdevingut intèrpret de referència. Com a tenor es consagrà a Itàlia, i retornà a Espanya, on el 1992 inicià amb l'òpera Asdrúbila una estreta relació amb Carles Santos, que li va fer decantar-se per l'òpera contemporánea, i el portà a estrenar la majoria de projectes lírics i escènics del músic valencià, entre els quals La pantera imperial (1997), Ricardo i Elena (2000) i La meua filla sóc jo (2005). Amb una gran capacitat d’adaptació vocal i escènica, ha estrenat també obres de Josep Maria Mestres Quadreny, Luis de Pablo Costales, J.Rueda, J.M. López López, E. Palomar i del cubà José M. Vitier. D'aquest últim ha enregistrat i presentat, al teatre Karl Marx de l'Havana, l'obra El caballero y su destino (2008), inspirada en la figura de Che Guevara. L'any 2013 triomfà a Madrid amb actor, tenor i músic que acaba de triomfar a Madrid amb l'obra "El Pimiento Verdi". També ha col·laborat amb la coreògrafa i ballarina Sol Picó a l'espectacle estrenat el 2017 Dancing With Frogs que explora els diferents models de masculinitat al segle xxi i en què Comas a més de cantar i ballar és el creador d'una de les peces que s'interpreten, "Haka".